# Material rodante

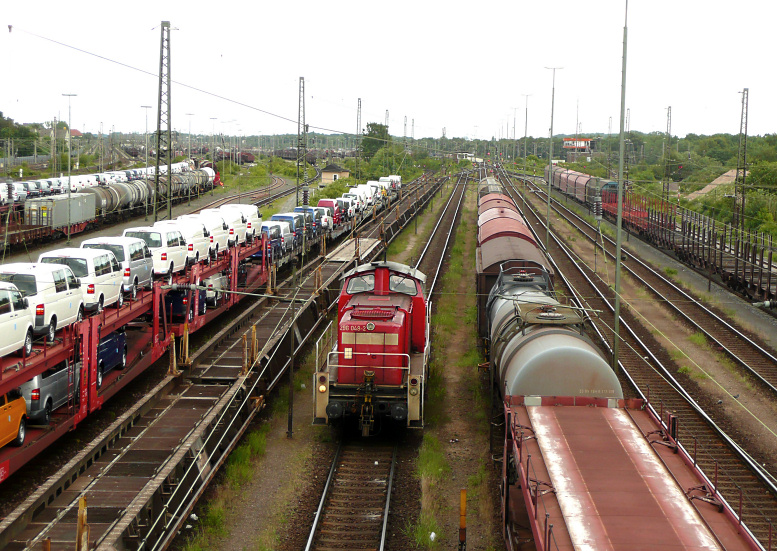
Exemplares de material rodante num pátio de ferrovia.

O termo material rodante (português brasileiro) ou material circulante ou rolante (português europeu) (em inglês: rolling stock; em francês: matériel roulant) é o conjunto de todos os equipamentos ferroviários que se locomovem sobre a via permanente.
O significado do termo foi expandido, de modo a abranger qualquer veículo "sobre rodas" usado comercialmente em ferrovias, incluindo veículos motorizados ou não, como: locomotivas e vagões.